# Gnome et Rhône
Gnome et Rhône (auch Gnôme et Rhône, eigentlich Société des Moteurs Gnome et Rhône) war ein französischer Hersteller von Flugmotoren und Motorrädern.
Entstanden 1915 aus dem Zusammenschluss des 1905 gegründeten Unternehmens Gnome mit der Firma Le Rhône (gegr. 1897), wurde Gnome et Rhône nach dem Zweiten Weltkrieg verstaatlicht und im Mai 1945 zur Snecma (Société Nationale d’Étude et de Construction de Moteurs d’Aviation).

## Die Gnome-Motoren
Die Brüder Laurent und Louis Seguin, die in ihrer in Gennevilliers bei Paris ansässigen Firma Société des Moteurs Gnome bisher vorwiegend Boots- und Automobilmotoren hergestellt hatten, griffen 1907 die Entwicklung von Flugmotoren auf. Mit ihren luftgekühlten Umlaufmotoren verfolgten sie ein ungewöhnliches Bauprinzip. Bei der neuen Konstruktion drehte sich die Kurbelwelle nicht im feststehenden Motorgehäuse, sondern war mit ihrem hinteren Ende am Brandspant des Flugzeugs verschraubt, so dass sich der ganze Motorblock um sie drehte. Dafür wurde der Begriff Umlauf- oder Rotationsmotor geprägt. Der neue Motor, dem die Erfinder den Namen Gnome gaben, wurde 1908 der Weltöffentlichkeit vorgestellt und erregte sofort großes Aufsehen. Nicht nur, dass bei ihm durch die Drehung das Problem der Zylinderkühlung elegant gelöst war, sondern durch das neue Prinzip war auch das Leistungsgewicht erheblich gesenkt worden, für Flugzeuge ein sehr wesentliches Argument. Außerdem zeigten die neuen Motoren einen sehr ruhigen, gleichmäßigen Lauf. Dem standen als Nachteile allerdings der erheblich höhere Verbrauch an Kraftstoff und vor allem Schmieröl gegenüber, wozu wegen seiner hohen Viskosität nur Rizinusöl verwendet werden konnte. Im Fluge machten sich zudem die infolge der großen drehenden Massen recht beträchtlichen Kreiselkräfte bemerkbar, die sich bei den leicht gebauten Jagdflugzeugen im Luftkampf unangenehm auswirkten.
Die beiden Erfinder hatten eine Reihe weiterer Besonderheiten eingebaut, um alle die genannten Ergebnisse zu erzielen. So hatten die Motoren an jedem Zylinderkopf nur ein zwangsgesteuertes Auslassventil, das ziemlich groß bemessen war und von einer Nockentrommel über Stoßstange und Kipphebel gesteuert wurde. Die Nockentrommel wurde über ein Zwischengetriebe mit halber Motordrehzahl angetrieben. Das Einlassventil saß im Kolbenboden und öffnete und schloss frei schwingend aufgrund der jeweils gegebenen Druckverhältnisse. Damit es durch die Fliehkraft nicht ständig in der offenen Position hing, musste seine Masse mit Hilfe von zwei pendelnd aufgehängten Gegengewichten genau ausgeglichen werden.
Die Firma bezeichnete ihre Motoren mit griechischen Buchstaben, beginnend mit Omega, einem Siebenzylinder mit 50 PS. Die Leistung wurde laufend gesteigert, einmal durch Erhöhung der Zahl der Zylinder, dann durch Vergrößerung von Hub und Bohrung und schließlich durch Anordnung von zwei Zylindersternen hintereinander. Der stärkste aber auch letzte Motor in dieser Entwicklung war der Doppel-Lambda, ein 14-Zylinder-Motor mit 160 PS, der 1913 erschien.
Danach wandte sich die Firma einer Neuentwicklung zu, die mit dem Namen Monosoupape, also Einventiler, bezeichnet wurde. Wie der Name sagt, war bei dieser Ausführung auf das doch recht aufwendige Ventil im Kolbenboden ganz verzichtet worden. Das Ventil im Zylinderkopf diente nach wie vor als Auslass, blieb aber während des Ansaugtaktes zunächst offen, so dass der Motor Luft ansaugte. Kurz vor Erreichen des unteren Totpunkts schloss das Ventil und der Kolben gab Einlassbohrungen in den Zylinderwänden frei, durch die aus dem Kurbelgehäuse fettes Gemisch einströmte, das sich mit der angesaugten reinen Luft vermischte. Die nun mit normalen Großbuchstaben, mit A beginnend, bezeichneten Motoren in dieser Ausführung wurden bis 1917 gebaut, wobei der letzte, 18C, ein Doppelstern mit 18 Zylindern und einer Leistung von 240 PS war.

## Die Motoren Le Rhône
Die Firma Société des Moteurs Le Rhône brachte 1911 mit ihrem Muster B, einem Siebenzylinder mit 60 PS, ihren ersten Umlaufmotor eigener Konstruktion heraus. Das herausragende äußerliche Merkmal war, dass hier das Gemisch nicht über das Kurbelgehäuse und den Kolbenboden, sondern aus einer eigenen Kammer über zu jedem Zylinderkopf führende Rohre zu einem gesteuerten Einlassventil geführt wurde. Innerlich unterschieden sich die Motoren von Le Rhône durch eine andere Konstruktion von Haupt- und Nebenpleuel. Bis zur Ausführung E, einem 160 PS leistenden Motor mit 18 Zylindern, blieben Bohrung und Hub gleich.
Nach der 1915 durchgeführten Fusion mit der Société des Moteurs Gnome zur Société des Moteurs Gnome et Rhône wurden die bewährten Merkmale der Motoren beider Firmen bei den Weiterentwicklungen verwendet. Anhand von erbeuteten Motoren wurden die Le Rhône-Motoren ab Ende 1916 auch in Deutschland von der Motorenfabrik Oberursel AG nachgebaut. Der Nachbau des Neunzylindermotores erhielt hier die Typenbezeichnung UR II. Der dort nach dem gleichen Konstruktionsprinzip ab Herbst 1917 entwickelte 11-Zylinder-Motor UR III mit 160 PS Nennleistung war jedoch eine Eigenschöpfung, in Frankreich wurde ein vergleichbarer Motor erst Ende 1918 in Angriff genommen. – siehe auch: Umlaufmotor: Übersicht und Geschichte. Damit war die Ära der Umlaufmotoren allerdings zu Ende. Insgesamt waren bis zum Ende des Ersten Weltkriegs an Motoren der Bauarten Gnome, Monosoupape und Le Rhône einschließlich der Lizenzfertigungen gut 100.000 Motoren hergestellt worden.

## Lizenzen in aller Welt
Die Vorteile der Umlaufmotoren (trotz aller schwerwiegenden Nachteile) hatten die Flugzeugkonstrukteure in aller Welt so beeindruckt, dass die Firma Sociêtê des Moteurs Gnome von überall her wegen der Vergabe von Lizenzen angegangen wurde. Sie wurden offensichtlich auch großzügig vergeben, außer an Deutschland auch an England, Italien, Russland, Japan und sogar die USA. Das war sicher nicht zum Wohlgefallen der französischen Regierung, die nach Erhaltung des Vorsprungs ihrer Luftfahrtindustrie strebte. In Deutschland war es die Motorenfabrik Oberursel AG, die bereits 1913 die Lizenz für verschiedene Baugrößen der Gnomemotoren erwarb und sich gleich an die Weiterentwicklung machte. Fokker hatte, unter dem Eindruck des französischen Parasol-Eindeckers, im April 1914 ein ähnliches Flugzeug noch mit einem französischen Gnome-Motor ausgerüstet. Doch von da an fanden die Bemühungen der Motorenfabrik Oberursel in den Entwicklungen von Fokker ihren Niederschlag. Immer leistungsfähigere Motoren aus Oberursel bildeten den Antrieb für seine Flugzeuge, bis hin zum Dreidecker Dr.I. Anthony Fokker übernahm Anfang 1917 sogar eine Beteiligung von 750 der 4500 Aktien der Motorenfabrik Oberursel AG.

## Nach dem Ersten Weltkrieg

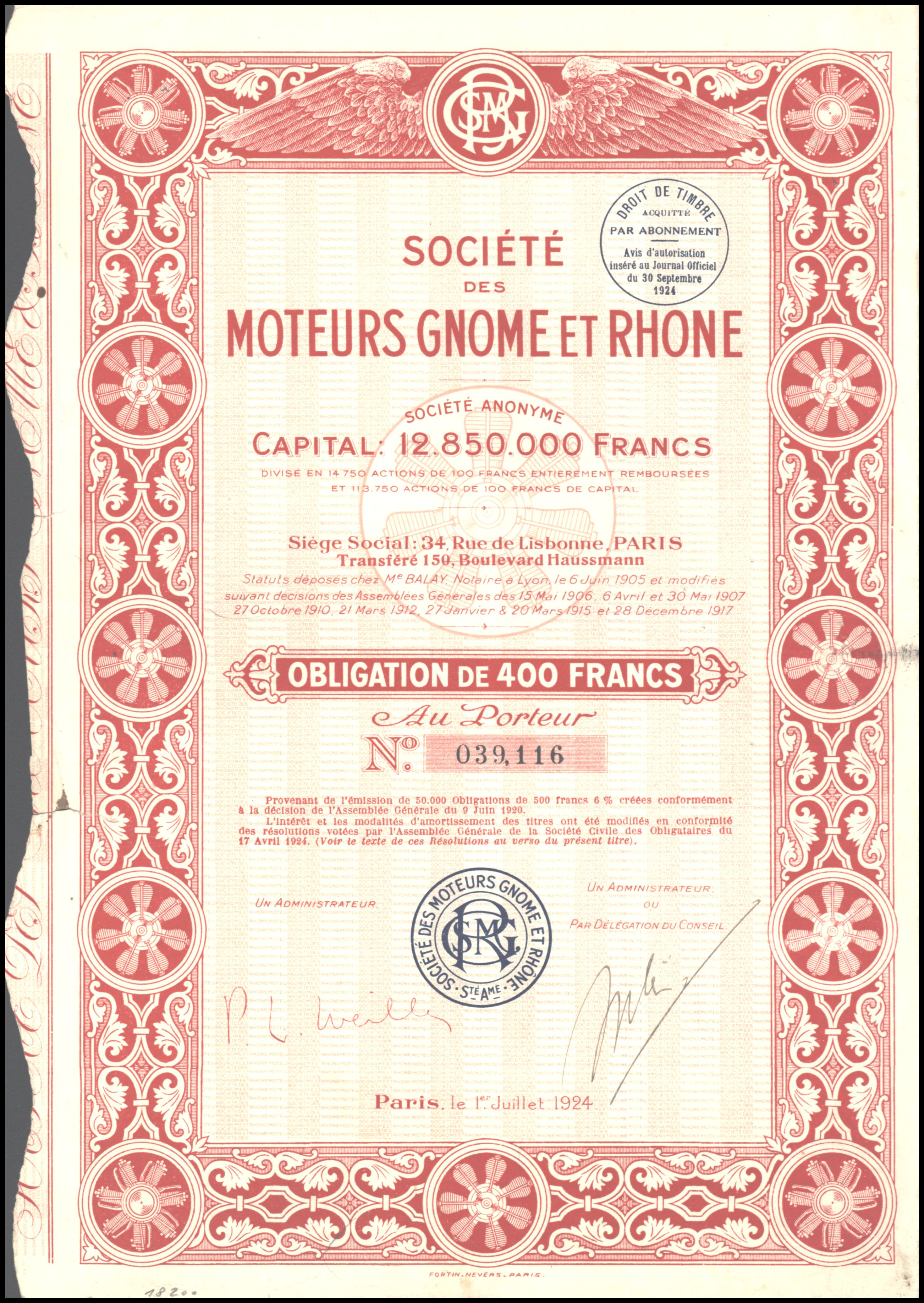
Obligation über 400 Francs der Société des Moteurs Gnome et Rhône vom 1. Juli 1924

In den frühen 1920er Jahren arbeitete die Firma an Sternmotoren auf Basis des englischen Neunzylinders Bristol Jupiter, für den Gnome et Rhône eine Lizenz erworben hatte. Dieser Motor wurde unter der Bezeichnung 9 A, jedoch weiter als Jupiter, für die Firma zu einem überaus erfolgreichen Exportschlager. Auch die Firma Siemens & Halske baute ihn in Lizenz. Er wurde in vielen Flugzeugen der damaligen Zeit verwendet, so z. B. auch bei der Erstausstattung der Dornier Do X und bei verschiedenen Ausführungen der Dornier-Wal-Familie. Dem Jupiter folgte in den 1930er Jahren eine ganze Reihe von Sternmotoren mit der Bezeichnung K, von denen der 5 K (Titan) und der 7 K (Titan Major) ebenfalls noch auf Lizenzen von Bristol aufbauten. Erst der 9 K (Mistral) und der 14 K (Mistral Major), die dann in vielen Ländern in Lizenz gebaut wurden, z. B. in Großbritannien (Alvis), Italien (Piaggio und Isotta Fraschini), der Sowjetunion (als M-85), der Tschechoslowakei (Walter), der Schweiz, Japan (Mitsui Nakajima), Jugoslawien (Industrija motora Rakovica), Portugal und Rumänien, waren bereits Eigenentwicklungen.

## Zweiter Weltkrieg
In der zweiten Hälfte der 1930er-Jahre entstanden die Motoren 14 M und 14 N, die bis gegen Ende des Zweiten Weltkriegs gefertigt wurden. Diese beiden Motoren musste die Firma in der Zeit der deutschen Besatzung für die Verwendung in deutschen Flugzeugen weiterbauen. Der z. B. in der Potez 63 eingebaute Motor 14 M wurde nun bei der Gotha Go 244 und der Henschel Hs 129 B verwendet. Wie bei Gnome et Rhône meist üblich, gab es auch hier zwei Ausführungen, eine mit der Bezeichnung 04, bei der die Luftschraube gegen den Uhrzeigersinn drehte, während sie bei der Ausführung 05 im Uhrzeigersinn lief. Dasselbe galt für den Motor 14 N, der in den Ausführungen 48 und 49 in den Transportern Messerschmitt Me 323 eingebaut war. Hier wurden, als Besonderheit, komplette Triebwerke mit ihrer Verkleidung verwendet, die zur Verwendung entweder in der Bloch 175 oder in der LeO 45 gebaut worden waren. Auch die in der Leistung weiter verbesserte Ausführung 14 R wurde noch in Me 323 eingebaut.

## Nach Kriegsende
Wie die meisten französischen Flugzeug- und Triebwerkshersteller wurde auch Gnome et Rhône nach dem Krieg verstaatlicht und in die neue Snecma (Société Nationale d’Etude et Construction de Moteurs d’Aviation) überführt. 1946 kam auch noch die Flugmotorsparte der ebenfalls verstaatlichten Régie Nationale des Usines Renault hinzu. Damit waren diese beiden traditionsreichen Namen aus dem Luftfahrtbereich verschwunden.

## Gnome-et-Rhône-Motoren

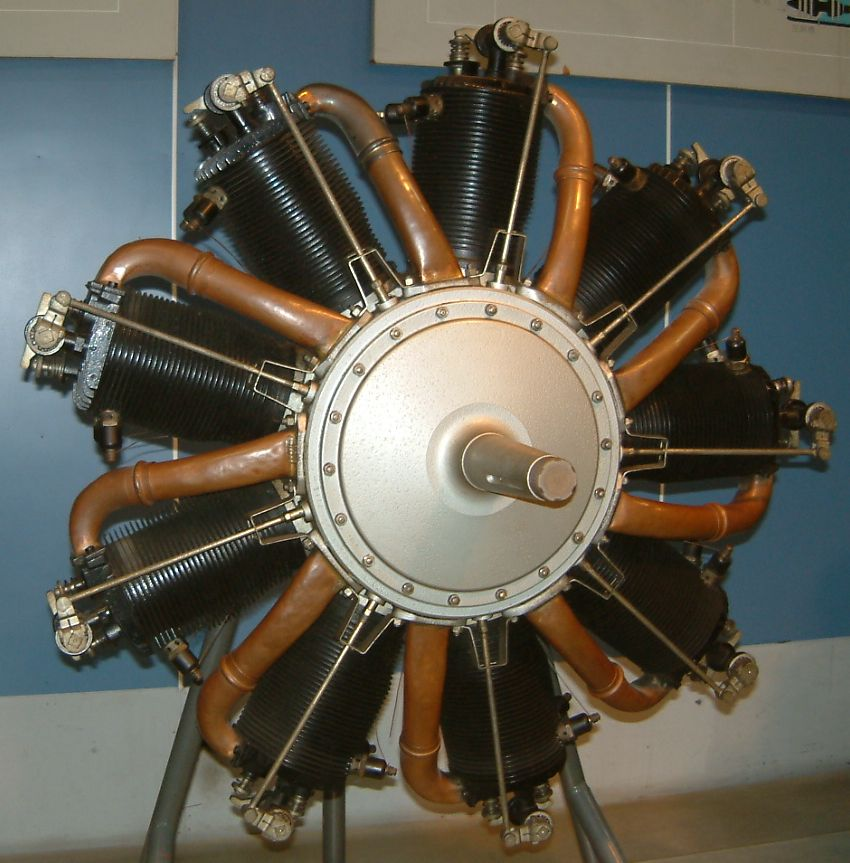
Le Rhône 9C

- Gnome Omega
- Gnome Lambda
- Gnome Delta
- Gnome Lambda-Lambda
- Le Rhône 7B
- Le Rhône 9C
- Le Rhône 9J
- Gnome 9N Monosoupape
- Gnome-Rhône 9A Jupiter
- Gnome-Rhône 5K Titan
- Gnome-Rhône 7K Titan Major
- Gnome-Rhône 9K Mistral
- Gnome-Rhône 14K Mistral Major
- Gnome-Rhône 18L
- Gnome-Rhône 14M Mars
- Gnome-Rhône 14N
- Gnome-Rhône 14R

## Automobilproduktion
Im Jahre 1919 stellte das Unternehmen auch Automobile her. Das einzige Modell 40 CV war mit einem Sechszylindermotor ausgestattet. Der Hubraum betrug entweder 6000 cm³ oder 8725 cm³ mit einer Bohrung von 115 mm und einem Hub von 140 mm. Das Getriebe hatte drei Gänge. Der Radstand betrug 3670 mm, die Spurweite 1450 mm. Die Bereifung hatte einen Durchmesser von 895 mm mit einer Breite von 135 mm. Die Fahrzeuge verfügten über Vierradbremsen. Lediglich drei Fahrzeuge entstanden. Der Verkaufspreis lag bei 45.000 Franc.